# Gloria Sports Arena
Gloria Sports Arena – kompleks sportowy w miejscowości Belek, w Turcji. Główny stadion kompleksu posiada bieżnię lekkoatletyczną, sztuczne oświetlenie i trybuny na 1700 widzów. Na stadionie tym rozgrywane były towarzyskie spotkania piłkarskich reprezentacji narodowych.